# Luky (Sambir)
Luky (ukrainisch Луки; russisch Луки Luki, polnisch Koniuszki Siemianowskie) ist ein Dorf in der ukrainischen Oblast Lwiw in der Westukraine mit etwa 900 Einwohnern.
Die Ortschaft liegt im Westen der historischen Landschaft Galizien im Rajon Sambir am Fluss Strywihor (Стривігор), etwa 18 Kilometer nordöstlich vom Rajonzentrum Sambir und 52 Kilometer südwestlich vom Oblastzentrum Lwiw entfernt.
Am 9. August 2015 wurde das Dorf zum Zentrum der neu gegründeten Landgemeinde Luky (Луківська сільська громада/Lukiwska silska hromada), zu dieser zählen auch noch die 6 Dörfer Kupnowytschi, Nyschnje (Нижнє), Ostriw (Острів), Tschernychiw (Чернихів), Sahirja (Загір'я) und Wankowytschi (Ваньковичі), bis dahin bildete es mit Ostriw, Tschernychiw und Sahirja die Landratsgemeinde Luky.
Am 12. Juni 2020 wurde die Landgemeinde wieder aufgelöst und ein Teil der Stadtgemeinde Rudky (Рудківська міська громада/Rudkiwska miska hromada).
Der Ort wurde 1443 zum ersten Mal schriftlich erwähnt, lag zunächst in der Adelsrepublik Polen-Litauen, Woiwodschaft Ruthenien, und kam 1772 als Conjusky zum damaligen österreichischen Kronland Galizien (bis 1918 dann im Bezirk Rudki).
Nach dem Ende des Ersten Weltkrieges kam er zu Polen, war hier ab 1921 als Koniuszki Siemianowskie in die Woiwodschaft Lwów, Powiat Rudki, Gmina Koniuszki Siemianowskie eingegliedert und wurde im Zweiten Weltkrieg erst von der Sowjetunion und ab 1941 bis 1944 von Deutschland besetzt und dem Distrikt Galizien angeschlossen. Nach der Rückeroberung durch sowjetische Truppen 1944 kam er 1945 wiederum zur Sowjetunion und wurde in die Ukrainische SSR eingegliedert, seit 1991 ist der Ort Teil der heutigen Ukraine. Bis 1960 trug der Ort den ukrainischen Namen Konjuschky-Semeniwski (Конюшки-Семенівські).